# スパイめし〜異国グルメ潜入記〜
『スパイめし〜異国グルメ潜入記〜』（スパイめし いこくグルメせんにゅうき）は、2022年11月27日から2023年12月9日までチャンネルNECOで放送されていたテレビドラマシリーズ。主演の登坂淳一は、本作がドラマ初出演となる。

## 概要
登坂演じる公安捜査官・木島が日本各地の外国人街で地元料理店に潜入捜査し、謎の機密情報が入った赤い鞄の行方と、知られざる異国料理をスパイする（味わう）という一話完結型の、刑事ドラマ（バディ作品）とグルメ番組を融合させた新感覚「グルメドラマ」。
木島のバディ役は、中条（ジョー）を和田正人が、第3話から登場のクリスをパース・ナクンが演じる。パースは本作が日本ドラマ初出演。
作中に登場するのは、地元の外国人が経営する実在する店舗で、本人が店員役として登場し、実在するメニュー (料理)を給仕している。

## キャスト
木島誠司（きじま せいじ）
演 - 登坂淳一
警視庁公安部・外事課警部補。「生真面目で正直すぎるほど正直」ゆえ同僚からは「キマジ」と呼ばれる一方で、“冒険”という言葉を愛用する好奇心旺盛な行動派。入店の場面では、木島が「さぁ〇〇、いま私たちは国境を超えます」と呼びかけて、バディが「Copy that!（了解の意）」と応える決め台詞がある。
中条忍（なかじょう しのぶ）
演 - 和田正人
木島の相棒。富山県警公安部から警視庁公安部・外事課に派遣された。既婚、1男1女（奏磨・そうま、朱音・あかね）の父。現在は東京に単身赴任。木島からは「ジョー」と呼ばれている。
クリス・マスティアナン
演 - パース・ナクン
CIA捜査官。

### ゲスト

#### 第1話
- カラチの空社長（ジャベイド・ザヒット）
- お客様（ウスマン・カーン、イスラム・シェーク、アリフ・ベイグ、ララ・アザム、ナシール・ムハンマド、アヴタル・シング、山寺隆嗣）
- 解体屋社長（マクスード・アマド、マリク・クラム）
- モスク（シャキール・モハメド、シェーク・アリフ・マホムッド、ナセル・マハムードゥ、マホハメド・アトゥハル、ムキ・アシュファク、マハメド・ウゼイル）

#### 第2話
- ニューハングリー店主（ラザ・リチータ）
- フィリピンパブ店員（スガ・オロペサ・チヅル）
- 公園の人（包燕群、包阿吉泰、定留愛子、定留明希、ホカマ・ジェニファ、アヤセ・ミツキ、アイコ）
- 写真の兄弟（牧奏磨、牧朱音）

#### 第3話
- 安老爺 炭火蛙鍋店長（王欣宇）
- 安老爺 炭火蛙鍋（劉延民、張洪娟、王瑞華）
- 客（張業鵬、桜木茜）
- 中国酒卸業者（カクヒン）[3]
- 太極拳師範（孔祥東）

#### 第4話
- ユリショップ店主（ユリ）
- ユリショップ店員（渡辺正明）
- 電機工事士（志伊良正彦、ホリース･ダニエル、石川毅、早川セルジオ貴）
- カポエラ指導者（松尾哲史、藤本健介）

#### 第5話
- ナウリンズ店主（チャールズ・ホール）
- ナウリンズ店員（ラリー・ザイーナ、グリー・シャーレット）

#### 第6話
- タウンジー・カフェ
  - 社長（サイミンゾー）
  - 店員（マタンミエン・ニャンリンルイン、山田泰正）
  - 客（ハナ、ナンダーライン）
- カルチャーセンター
  - 所長（マヘーマー）
  - 理事長（落合清司）
  - 生徒（エータンダーチョウ、キンナンダーティン、チャンニェインウィン）

## 主題歌
- 主題歌 「Yum yum yummy」
- OP曲　「SPY」

作詞・作曲・歌 - 大川裕明 / keyboard - 片岡大揮

## スタッフ
カッコ無しは全回担当
- 脚本 - 小林弘利（第1・3・6話）、上野詩織（第2・4・5話）
- CP - 堀達也
- 編成企画 - 新保和也
- 撮影 - 松宮まなぶ
- 照明 - 鎌田春樹
- Bカメ - 渡口久徳（#1-2）、赤池登志貴（#1-3・6）、山口貴也（#1-2）、川崎雅俊（#4-6）
- 録音 - 小畑智寛
- 整音・効果 - 小畑智寛（#1-2）、長部彰（#3-6）
- MAミキサー - 長部彰
- スタイリスト - 小磯和代
- ヘアメイク - 佐々木愛
- 編集・グレーディング - 山本良
- 音楽 - 大川裕明（RUDE BONES）
- 助監督 - 湯本信一
- 監督助手 - 冨里駿（#3-6）
- 翻訳協力 - 大川翔也（#5）
- スタイリスト助手 - 及川英里子（#3）
- 制作担当 - 田山雅也
- 宣伝 - 藤原里絵、小島令奈、三島航
- 企画 - 古場俊明
- メイキング - 八木彩香（#1-2）、泉晶子、徳田勇一（#3-6）
- 警察監修 - 勝丸円覚
- ロケーション協力 - 第1話（カラチの空、宗教法人ジャミア・マスジド・ヤシオ、マックストレーディング）、第2話（ニューハングリー、Club MAHARLIKA、元渕江公園）、第3話（ユリショップ、進正電、アバダ・カポエイラ、横浜さくらボクシングジム）、第4話（安老爺 炭火蛙鍋、新都アジア物産）、第5話（ナウリンズ、アルフレッド）、第6話（タウンジーカフェ、NONG INLAY、日本ミャンマー・カルチャーセンター）
- 美術協力 - Sakura Estate(#2)、櫻井釣漁具株式会社(#2)
- 衣装協力 - 原宿シカゴ（#2・5）
- MAスタジオ - クープ
- 協力 - ディープサイド、モンキースパイス、三交社
- 美術協力 - Sakura Estate（#2）、櫻井釣漁具（#2）
- プロデューサー - 黒田達哉、竹山耕太郎、岩淵規
- 監督 - 綾部真弥
- 制作協力 - マカロンラボ、メディアンド
- 製作著作 - 日活、チャンネルNECO

## 放送日程
| 各話  | 初回放送                           | サブタイトル                  | 脚本     | 登場店                              | 登場料理 |
| ----- | ---------------------------------- | ----------------------------- | -------- | ----------------------------------- | --- |
| 第1話 | 2022年11月27日 （日）23:30 - 24:00 | 八潮・カラチの空 編           | 小林弘利 | パキスタン料理 「カラチの空」       | - シャルバット Sharbat (英語版) - ビリヤニ Biryani - ロティ Roti - サーグゴースト SaagGosht - シャヒザルダ ShahiZarda (英語版)                                   |
| 第2話 | 2022年12月4日 （日）23:40 - 24:10  | 竹ノ塚・ニューハングリー 編   | 上野詩織 | フィリピン料理 「ニューハングリー」 | - シニガン Sinigang - カレカレ Kare-kare - ディヌグアン Dinuguan (英語版) - トロン Turon                                                                         |
| 第3話 | 2023年11月18日 （土）23:30 - 24:00 | 西川口・安老爺 編             | 小林弘利 | 中華料理 「安老爺」                 | - 拌干豆腐丝 干し豆腐の和え物 - 拌土豆丝 ジャガイモの和え物 - 烤鸡爪 鳥の手焼き (英語版) - 覇王龙虾拿下蛙 ザリガニと蛙の二段鍋 (en:ザリガニ料理) (en:カエル料理) |
| 第4話 | 2023年11月25日 （土）23:00 - 23:30 | 鶴見・ユリショップ 編         | 上野詩織 | ブラジル料理 「ユリショップ」       | - パステル PASTEL - さとうきびジュース (英語版) - フェイジョアーダ Feijoada - ナマズのフィレカツ Bagre a Milanesa                                                |
| 第5話 | 2023年12月2日 （土）23:00 - 23:30  | 横須賀・ナウリンズ 編         | 上野詩織 | アメリカ南部料理 「ナウリンズ」     | - スウィートティー (英語版) - ガンボ - スペアリブ＆ポテトサラダ - キャットフィッシュ・ポーボーイ - レッドビーンズ・アンド・ライス                                |
| 第6話 | 2023年12月9日 （土）23:00 - 23:30  | 高田馬場・タウンジーカフェ 編 | 小林弘利 | ミャンマー料理 「タウンジーカフェ」 | - お茶葉のサラダ - 酢筍と豚の煮込み (英語版) - モヒンガー - 夕顔の天ぷら (英語版) - ミャンマーパフェ - シュエジーケーキ                                          |

## 関連番組
『サワディー、パース・ナクンです〜大人気タイ俳優に密着〜』 前編・後編
- 概要 - 新エピソード放送に併せて制作されたチャンネルNECOオリジナル番組。今作からバディ役で登場するパース・ナクンを特集したバラエティ[6]。パースが日本に来てやりたかった事を叶えるロケパート、俳優パースの素顔に迫るインタビューの2部構成。
- 出演 - パース・ナクン
- スタッフ

EP - 堀達也、CP - 新保和也
編成 - 鍋倉友香、宣伝 - 藤原里絵、小島令奈、三島航
プロデューサー - 黒田達哉、竹山耕太郎、演出・ディレクター - 徳田勇一
制作協力 - マカロンラボ、製作著作 - 日活、チャンネルNECO
- 番組公式ページ

| 各話 | 初回放送                           | サブタイトル                      | 放送内容                                                                         |
| ---- | ---------------------------------- | --------------------------------- | -------------------------------------------------------------------------------- |
| 前編 | 2023年11月18日 （土）24:00 - 24:15 | パースくんの休日 〜特大プリン編〜 | - ロケVTR（NIHONBASHI BREWERY.T.S） - 俳優パース・ナクンの素顔に迫るインタビュー |
| 後編 | 2023年11月25日 （土）23:30 - 23:15 | パースくんの休日 〜カピバラ編〜   | - ロケVTR（カピねこカフェ） - 俳優パース・ナクンの素顔に迫るインタビュー         |

## 関連商品
2023年11月、アパレルブランド「LIVERTINE AGE」とのコラボ企画「登坂淳一×スパイめし×LIVERTINE AGE」にて、半袖Tシャツ、トートバッグが期間限定販売された（2023年11月20日〜2023年12月20日）。